# Mikluszowice (gromada)
Mikluszowice – dawna gromada.
Gromadę Mikluszowice z siedzibą GRN w Mikluszowicach utworzonow powiecie bocheńskim w woj. krakowskim, na mocy uchwały nr 18/IV/54 WRN w Krakowie z dnia 6 października 1954. W skład jednostki weszły obszary dotychczasowych gromad Mikluszowice, Gawłówek, Dziewin i Baczków (bez przysiółka Rżyska) ze zniesionej gminy Mikluszowice w tymże powiecie. Dla gromady ustalono 27 członków gromadzkiej rady narodowej.
1 stycznia 1958 do gromady Mikluszowice przyłączono wieś Wyżyce ze zniesionej gromady Bieńkowice.
Gromada przetrwała do końca 1972 roku, czyli do kolejnej reformy gminnej.